# Anything Could Happen
"Anything Could Happen" é uma canção da artista musical inglesa Ellie Goulding contida em seu segundo álbum de estúdio Halcyon (2012). Foi composta e produzida pela própria juntamente com Jim Eliot. A faixa foi lançada como primeiro single do disco em 17 de agosto de 2012.

## Faixas e formatos
| Download digital |                         |         |  |
| N.º              | Título                  | Duração |  |
| 1.               | "Anything Could Happen" | 4:46    |  |

| Extended play (EP) digital de remixes do Reino Unido |                                               |         |  |
| N.º                                                  | Título                                        | Duração |  |
| 1.                                                   | "Anything Could Happen"                       | 4:46    |  |
| 2.                                                   | "Anything Could Happen" (Birdy Nam Nam Remix) |         |  |
| 3.                                                   | "Anything Could Happen" (Submerse Remix)      |         |  |
| 4.                                                   | "Hanging On" (Sigma Remix)                    |         |  |

| Extended play (EP) digital de remixes dos Estados Unidos |                                                       |         |  |
| N.º                                                      | Título                                                | Duração |  |
| 1.                                                       | "Anything Could Happen" (Betablock3r Remix)           | 4:46    |  |
| 2.                                                       | "Anything Could Happen" (Alex Metric Remix)           | 7:07    |  |
| 3.                                                       | "Anything Could Happen" (Flinch Remix)                | 4:24    |  |
| 4.                                                       | "Anything Could Happen" (Birdy Nam Nam Remix)         | 4:01    |  |
| 5.                                                       | "Anything Could Happen" (White Sea Remix)             | 5:03    |  |
| 6.                                                       | "Anything Could Happen" (Submerse Remix)              | 5:02    |  |
| 7.                                                       | "Anything Could Happen" (Guy Scheiman TLV Club Remix) | 7:45    |  |

## Desempenho nas tabelas musicais
| Tabela musical (2012)                                         | Melhor posição |
| ------------------------------------------------------------- | -------------- |
| Alemanha (Media Control Charts)                               | 66             |
| Austrália (ARIA Charts)                                       | 20             |
| Bélgica (Ultratop 50 de Flandres)                             | 23             |
| Canadá (Canadian Hot 100)                                     | 37             |
| Escócia (The Official Charts Company)                         | 5              |
| Estados Unidos (Billboard Hot 100)                            | 47             |
| Estados Unidos (Hot Dance Club Songs)                         | 1              |
| Estados Unidos (Pop Songs)                                    | 28             |
| Irlanda (Irish Recorded Music Association)                    | 16             |
| Nova Zelândia (Recording Industry Association of New Zealand) | 16             |
| Polônia (Związek Producentów Audio Video)                     | 5              |
| Reino Unido (UK Singles Chart)                                | 5              |
| Chéquia (IFPI Česká Republika)                                | 16             |
| Suíça (Schweizer Hitparade)                                   | 68             |

| Tabela musical (2012)          | Posição |
| ------------------------------ | ------- |
| Reino Unido (UK Singles Chart) | 98      |

| País                  | Certificação |
| --------------------- | ------------ |
| Austrália (ARIA)      | Ouro         |
| Estados Unidos (RIAA) | Platina      |
| Nova Zelândia (RIANZ) | Ouro         |
| Reino Unido (BPI)     | Prata        |

## Histórico de lançamento
| País           | Data                   | Formato          | Gravadora              |
| -------------- | ---------------------- | ---------------- | ---------------------- |
| Reino Unido    | 9 de agosto de 2012    | Rádio mainstream | Polydor                |
| Austrália      | 17 de agosto de 2012   | Download digital | Polydor                |
| Bélgica        | 17 de agosto de 2012   | Download digital | Polydor                |
| Brasil         | 17 de agosto de 2012   | Download digital | Polydor                |
| França         | 17 de agosto de 2012   | Download digital | Polydor                |
| Portugal       | 17 de agosto de 2012   | Download digital | Polydor                |
| Suécia         | 17 de agosto de 2012   | Download digital | Polydor                |
| Canadá         | 21 de agosto de 2012   | Download digital | Polydor                |
| Estados Unidos | 21 de agosto de 2012   | Download digital | Polydor                |
| Irlanda        | 28 de setembro de 2012 | Download digital | Polydor                |
| Reino Unido    | 30 de setembro de 2012 | Download digital | Polydor                |
| Estados Unidos | 2 de outubro de 2012   | Rádio mainstream | Cherrytree, Interscope |